# Primi ministri dell'Etiopia
Il primo ministro è il capo del governo e il comandante in capo della forza di difesa nazionale in Etiopia

## Lista
| Primo ministro                                                   | Primo ministro                                                   | Primo ministro                                                                 | Partito                                                                                            | Elezione                                                         | Mandato                                                          | Mandato                                                          | Capi di Stato                      |
| Primo ministro                                                   | Primo ministro                                                   | Primo ministro                                                                 | Partito                                                                                            | Elezione                                                         | Inizio                                                           | Fine                                                             | Capi di Stato                      |
| ---------------------------------------------------------------- | ---------------------------------------------------------------- | ------------------------------------------------------------------------------ | -------------------------------------------------------------------------------------------------- | ---------------------------------------------------------------- | ---------------------------------------------------------------- | ---------------------------------------------------------------- | ---------------------------------- |
| Impero d'Etiopia                                                 |                                                                  |                                                                                | |                                                                  |                                                                  |                                                                  |                                    |
|                                                                  |                                                                  | Habte Giyorgis                                                                 | Indipendente                                                                                       |                                                                  | 1909                                                             | 12 dicembre 1926                                                 | Menelik II                         |
| Ligg Iasù                                                        |                                                                  | Habte Giyorgis                                                                 | Indipendente                                                                                       |                                                                  | 1909                                                             | 12 dicembre 1926                                                 |                                    |
| Zauditù                                                          |                                                                  | Habte Giyorgis                                                                 | Indipendente                                                                                       |                                                                  | 1909                                                             | 12 dicembre 1926                                                 |                                    |
| Hailé Selassié I                                                 |                                                                  | Habte Giyorgis                                                                 | Indipendente                                                                                       |                                                                  | 1909                                                             | 12 dicembre 1926                                                 |                                    |
|                                                                  |                                                                  | Tafari Makonnen Imperatore con il titolo di Hailé Selassié dal 2 novembre 1930 | Indipendente                                                                                       |                                                                  | 1927                                                             | 1º maggio 1936                                                   |                                    |
|                                                                  |                                                                  | Wolde Tzaddick                                                                 | Indipendente                                                                                       | in esilio                                                        | 1 maggio 1936                                                    | 14 maggio 1942                                                   |                                    |
|                                                                  |                                                                  | Makonnen Endelkachew                                                           | Indipendente                                                                                       |                                                                  | 14 maggio 1942                                                   | 1º novembre 1957                                                 |                                    |
|                                                                  |                                                                  | Abebe Aregai                                                                   | Indipendente                                                                                       | 1957                                                             | 27 novembre 1957                                                 | 17 dicembre 1960                                                 |                                    |
|                                                                  |                                                                  | Imru Haile Selassie                                                            | Indipendente                                                                                       | ad interim                                                       | 14 dicembre 1960                                                 | 17 dicembre 1960                                                 |                                    |
| Carica vacante (dal 17 dicembre 1960 al 17 aprile 1961)          |                                                                  |                                                                                | |                                                                  |                                                                  |                                                                  |                                    |
|                                                                  |                                                                  | Aklilu Habte-Wold                                                              | Indipendente                                                                                       | 1961, 1965, 1969, 1973                                           | 17 aprile 1961                                                   | 1º marzo 1974                                                    |                                    |
|                                                                  |                                                                  | Endelkachew Makonnen                                                           | Indipendente                                                                                       |                                                                  | 1º marzo 1974                                                    | 22 luglio 1974                                                   |                                    |
| Carica vacante (dal 22 luglio 1974 al 3 agosto 1974)             |                                                                  |                                                                                | |                                                                  |                                                                  |                                                                  |                                    |
|                                                                  |                                                                  | Mikael Imru                                                                    | Indipendente                                                                                       |                                                                  | 3 agosto 1974                                                    | 12 settembre 1974                                                |                                    |
| Derg Carica abolita (dal 12 settembre 1974 al 10 settembre 1987) | Derg Carica abolita (dal 12 settembre 1974 al 10 settembre 1987) | Derg Carica abolita (dal 12 settembre 1974 al 10 settembre 1987)               | Derg Carica abolita (dal 12 settembre 1974 al 10 settembre 1987)                                   | Derg Carica abolita (dal 12 settembre 1974 al 10 settembre 1987) | Derg Carica abolita (dal 12 settembre 1974 al 10 settembre 1987) | Derg Carica abolita (dal 12 settembre 1974 al 10 settembre 1987) | Aman Mikael Andom                  |
| Derg Carica abolita (dal 12 settembre 1974 al 10 settembre 1987) | Derg Carica abolita (dal 12 settembre 1974 al 10 settembre 1987) | Derg Carica abolita (dal 12 settembre 1974 al 10 settembre 1987)               | Derg Carica abolita (dal 12 settembre 1974 al 10 settembre 1987)                                   | Derg Carica abolita (dal 12 settembre 1974 al 10 settembre 1987) | Derg Carica abolita (dal 12 settembre 1974 al 10 settembre 1987) | Derg Carica abolita (dal 12 settembre 1974 al 10 settembre 1987) | Mengistu Haile Mariam              |
| Derg Carica abolita (dal 12 settembre 1974 al 10 settembre 1987) | Derg Carica abolita (dal 12 settembre 1974 al 10 settembre 1987) | Derg Carica abolita (dal 12 settembre 1974 al 10 settembre 1987)               | Derg Carica abolita (dal 12 settembre 1974 al 10 settembre 1987)                                   | Derg Carica abolita (dal 12 settembre 1974 al 10 settembre 1987) | Derg Carica abolita (dal 12 settembre 1974 al 10 settembre 1987) | Derg Carica abolita (dal 12 settembre 1974 al 10 settembre 1987) | Tafari Bante                       |
| Derg Carica abolita (dal 12 settembre 1974 al 10 settembre 1987) | Derg Carica abolita (dal 12 settembre 1974 al 10 settembre 1987) | Derg Carica abolita (dal 12 settembre 1974 al 10 settembre 1987)               | Derg Carica abolita (dal 12 settembre 1974 al 10 settembre 1987)                                   | Derg Carica abolita (dal 12 settembre 1974 al 10 settembre 1987) | Derg Carica abolita (dal 12 settembre 1974 al 10 settembre 1987) | Derg Carica abolita (dal 12 settembre 1974 al 10 settembre 1987) | Mengistu Haile Mariam              |
| Repubblica Popolare Democratica d'Etiopia                        |                                                                  |                                                                                | |                                                                  |                                                                  |                                                                  |                                    |
|                                                                  |                                                                  | Fikre Selassie Wogderess                                                       | Partito dei Lavoratori d'Etiopia                                                                   | 1987                                                             | 10 settembre 1987                                                | 8 novembre 1989                                                  | Mengistu Haile Mariam              |
|                                                                  |                                                                  | Hailu Yimenu                                                                   | Partito dei Lavoratori d'Etiopia                                                                   | ad interim                                                       | 8 novembre 1989                                                  | 26 aprile 1991                                                   | Mengistu Haile Mariam              |
|                                                                  |                                                                  | Tesfaye Dinka                                                                  | Partito dei Lavoratori d'Etiopia                                                                   | ad interim                                                       | 26 aprile 1991                                                   | 27 maggio 1991                                                   | Mengistu Haile Mariam              |
| Governo di transizione dell'Etiopia                              |                                                                  |                                                                                | |                                                                  |                                                                  |                                                                  |                                    |
|                                                                  |                                                                  | Tamirat Layne                                                                  | Movimento Democratico Nazionale Amhara (ERPDF)                                                     | Provvisorio                                                      | 6 giugno 1991                                                    | 22 agosto 1995                                                   | Meles Zenawi                       |
| Repubblica Democratica Federale d'Etiopia                        |                                                                  |                                                                                | |                                                                  |                                                                  |                                                                  |                                    |
|                                                                  |                                                                  | Meles Zenawi                                                                   | Fronte Popolare di Liberazione del Tigrè (ERPDF)                                                   | 1995, 2000, 2005, 2010                                           | 22 agosto 1995                                                   | 20 agosto 2012                                                   | Negasso Gidada Girma Wolde-Giorgis |
|                                                                  |                                                                  | Hailé Mariàm Desalegn                                                          | Movimento Democratico del Popolo Etiope Meridionale (EPRDF)                                        | 2015                                                             | 20 agosto 2012                                                   | 2 aprile 2018                                                    | Mulatu Teshome                     |
|                                                                  |                                                                  | Abiy Ahmed Ali                                                                 | Organizzazione Democratica del Popolo Oromo (EPRDF) fino al 2019 Partito della Prosperità dal 2019 | 2015, 2021                                                       | 2 aprile 2018                                                    | in carica                                                        | Sahle-Uork Zeudé                   |